# Ávila
Ávila er en by og en kommune i den autonome region Castilien og Leon i Spanien og er endvidere hovedstad i provinsen af samme navn. Kommunen har 59.008 indbyggere (2011), hvoraf 58.245 bor i selve byen Ávila. Kommunen har et areal på 230,71 km².
Byen ligger på en høj 1.128 moh. på højre bred af floden Adaja, der er en biflod til Duerofloden.
Byen er klassificeret som historisk monument og national kunstskat i Spanien siden 1884 og blev i 1985 optaget på UNESCOs Verdensarvsliste. Byens vigtigste monument er den store komplette ringmur fra Middelalderen, som er mere end 2.500 meter lang, har ni byportaler og 88 tårnkonstruktioner.
Det er også en af Spaniens byer med flest kirker i forhold til indbyggertal. Særlig markant blandt den religiøse arkitektur er katedralen bygget mellem 1100-tallet og 1400-tallet og de romanske kirker San Vicente fra 1100-1300-tallet og klosteret Santo Tomás, der var sommerresidens for de katolske monarker.
Andre vigtige bygninger er Valderrábanos-paladset (1400-tallet), Casa de los Deanes (1500-tallet), Torreón de los Guzmanes og Verdugo-paladset (1400-tallet).

40°39′16″N 4°41′46″V / 40.654347°N 4.696222°V